# Aiginiakos FC
O Aiginiakos Football Club é um clube de futebol fundado em 1972 em Aiginio, Pieria, Grécia. A equipe compete no Campeonato Grego de Futebol da Segunda Divisão.